# 飯野太一
飯野太一（いいの たいち、1997年9月22日）は、日本のYouTuberグループだいにぐるーぷのメンバー。

## 来歴
1997年9月22日、千葉県で誕生。その後、だいにぐるーぷのメンバーである西尾とスタッフである永徳隼也と同じ小学校に進学。西尾とは同じ野球クラブに通っていた。
中学校で西尾以外のメンバーと出会い､だいにぐるーぷを結成。
その後は、私立高校に進学するもクラスメートと馴染むことができず､一年生の夏休み明けに不登校となり後に退学し、だいにぐるーぷのメンバーの加藤と同じ通信制高校に入学。大学受験をするも志望校が不合格となり､四谷学院に通いながら浪人生活を送る。浪人の年で慶應義塾大学法学部に合格するも、YouTube活動が忙しく中退する。

## 人物
メインチャンネルでの動画編集と動画内音響を担当している他、だいにぐるーぷのほとんどの動画でナレーションを担当している。
編集では、動画のカラーグレーディングや、MA以外の音響を担当している。。
お酒が好きで、ハイボールをよく飲む。好きなウイスキーはバランタイン。企画で行った利きウイスキーはほぼ不正解。

## 出演

### ドラマ
- 『人のスマホを見てはいけない』[7]

### ミュージック・ビデオ
- 幡野友暉（the unknown forecast）/ ロビンソン・クルーソー[8]